# Cristian Enciso
Cristian Ramón Enciso Barreto (Pilar, Paraguay; 12 de mayo de 1991) es un futbolista paraguayo. Juega de defensa.

## Trayectoria
Realizó las categorías formativas en Cerro Porteño en su país natal. Su debut como futbolista profesional fue con 12 de Octubre en la temporada 2014, disputando dos encuentros en el Torneo Apertura de la Primera División de Paraguay.
En 2015 se unió a San José de Bolivia. No obstante en ese mismo año se unió al Sport Loreto de la Liga1 de Perú, sin embargo dejó el club, tras el descenso a la Segunda División del año siguiente.
En 2017 regresó brevemente a su país natal con Caaguazú y luego se trasladó a la Argentina para jugar en Tristán Suárez en la Primera B, durante dos temporadas.
En 2020 regresó a Caaguazú y posteriormente se unió al Fernando de La Mora.
En 2022 fue fichado por Libertad de Loja de la Serie B de Ecuador, logrando el ascenso a la Serie A como subcampeón. En la temporada 2023, anotó su primer gol en la Serie A el 27 de agosto en una victoria de visitante 1-2 ante Aucas.

## Clubes
Actualizado al último partido disputado el 1 de junio de 2024.
| Club                | País          | Año           | Partidos | Goles |
| ------------------- | ------------- | ------------- | -------- | ----- |
| 12 de Octubre       | Paraguay      | 2014          | 2        | 0     |
| San José            | Bolivia       | 2015          | -        | -     |
| Sport Loreto        | Perú          | 2015-2016     | 47       | 2     |
| Caaguazú            | Paraguay      | 2017          | -        | -     |
| Tristán Suárez      | Argentina     | 2017-2019     | 33       | 3     |
| Caaguazú            | Paraguay      | 2019-2020     | -        | -     |
| Fernando de la Mora | Paraguay      | 2021          | -        | -     |
| Libertad F. C.      | Ecuador       | 2022-2024     | 49       | 2     |
| Club Aurora         | Bolivia       | 2024-2025     |          |       |
| Total carrera       | Total carrera | Total carrera | 131      | 7     |